# Třemešné
Třemešné (německy Zemschen) je obec v okrese Tachov v Plzeňském kraji. Leží na hranici CHKO Český les. Žije zde 365 obyvatel. Rozkládá se v údolí Bezděkovského potoka. Nad vsí se nachází Kamenný vrch, který v sobě skrývá bývalá milířiště a milířské placy. 

## Historie
První písemná zmínka o obci pochází z roku 1436.

## Obyvatelstvo
| Rok            | 1869  | 1880  | 1890  | 1900  | 1910  | 1921  | 1930  | 1950 | 1961 | 1970 | 1980 | 1991 | 2001 | 2011 | 2021 |
| -------------- | ----- | ----- | ----- | ----- | ----- | ----- | ----- | ---- | ---- | ---- | ---- | ---- | ---- | ---- | ---- |
| Počet obyvatel | 2 262 | 2 256 | 2 115 | 2 140 | 2 183 | 2 153 | 2 180 | 605  | 439  | 491  | 396  | 316  | 374  | 374  | 355  |
| Počet domů     | 285   | 305   | 318   | 333   | 342   | 358   | 423   | 270  | 110  | 109  | 95   | 106  | 111  | 124  | 137  |

## Obecní správa

### Části obce
- Bezděkov
- Dubec
- Nová Ves
- Pavlíkov
- Třemešné

### Obecní symboly
Znak a vlajka byly obci uděleny rozhodnutím předsedy Poslanecké sněmovny Parlamentu České republiky dne 31. května 2005.

## Doprava
Obec se nachází na železniční trati Domažlice – Planá u Mariánských Lázní.

## Pamětihodnosti
Kostel Panny Marie nad vsí byl v roce 1982 zbořen, v roce 2014 byl obnažen půdorys zbořeného kostelíka a poblíž vzniklo místo pro oddech s altánkem. Za zmínku jistě stojí několik krásných starých domů na návsi kolem rybníka.
Údolím Bezděkovského potoka, po jehož toku dříve stávaly vodní mlýny, vede naučná stezka „Vodní mlýny“. Na březích potoka stávaly také milíře. I k nim dovede turisty naučná stezka.

## Sousední obce
Sousední obce jsou: Přimda, Stráž, Bělá nad Radbuzou, Eslarn, Rozvadov.
| Růžice kompasu | Rozvadov 17 km         | Přimda 7 km            | Přimda 7 km            | Růžice kompasu |
| Růžice kompasu | Eslarn 18 km           | Sever                  | Stráž 12 km            | Růžice kompasu |
| Růžice kompasu | Eslarn 18 km           | Třemešné               | Stráž 12 km            | Růžice kompasu |
| Růžice kompasu | Eslarn 18 km           | Jih                    | Stráž 12 km            | Růžice kompasu |
| Růžice kompasu | Bělá nad Radbuzou 5 km | Bělá nad Radbuzou 5 km | Bělá nad Radbuzou 5 km | Růžice kompasu |